# Maximiliano Pighín
Maximiliano Pighín (Luján, Provincia de Buenos Aires, Argentina, 7 de julio de 1985) es un futbolista argentino. Juega como mediocampista y su primer equipo fue Flandria. Actualmente se desempeña en Luján de la Primera C.

## Clubes
| Club                 | País      | Año       |
| -------------------- | --------- | --------- |
| Flandria             | Argentina | 2003-2006 |
| Almagro              | Argentina | 2006      |
| Unión San Felipe     | Chile     | 2007-2008 |
| Comunicaciones       | Argentina | 2008-2009 |
| Luján                | Argentina | 2009-2013 |
| Unión San Felipe     | Chile     | 2013-2014 |
| Luján                | Argentina | 2014-2015 |
| Unión San Felipe     | Chile     | 2015-2016 |
| Sportivo Las Parejas | Argentina | 2016-2017 |
| Luján                | Argentina | 2017-?    |